# Андрой
Андрой (на френски: Androy) е един от двадесет и двата региона на Мадагаскар.
- Столица: Амбовомбе-Андрой
- Площ: 19 317 км²
- Население (по преброяване през май 2018 г.): 903 376 души
- Гъстота на населението: 46,77 души/км²[1]

Регион Андрой е разположен в провинция Толиара, в южната част на страната и има излаз на Индийския океан. Разделен е на 4 района.